# Anna Paquin
Anna Helene Paquin (Winnipeg, 24 luglio 1982) è un'attrice neozelandese con cittadinanza canadese.
Ha ottenuto la ribalta internazionale da bambina, battendo 5000 candidati per il ruolo di Flora McGrath nel film Lezioni di piano (1993), pur avendo avuto poca o nessuna esperienza di recitazione prima di ottenere il ruolo. Per la sua interpretazione ha ricevuto l'Oscar alla miglior attrice non protagonista, all'età di 11 anni, il che fa di lei il secondo più giovane vincitore nella storia degli Oscar.
Paquin ha continuato a recitare, diventando un'attrice di successo per il suo ruolo in Amistad (1997), Quasi famosi (2000), Buffalo Soldiers (2001), La 25ª ora (2002), della mutante Rogue nella serie cinematografica degli X-Men (2000-2014) e in The Irishman (2019). Sul piccolo schermo, è nota per aver interpretato il ruolo principale di Sookie Stackhouse nella serie TV True Blood (2008-2014). Per la sua interpretazione nella serie, ha vinto il Golden Globe per la miglior attrice in una serie drammatica, a fronte di cinque candidature totali.

## Biografia
Nata a Winnipeg, in Canada, figlia di Maria Brophy, un'insegnante di inglese nativa di Wellington, in Nuova Zelanda, e Brian Paquin, un insegnante di scuola superiore di educazione fisica, è la più giovane di tre figli, avendo due fratelli più grandi: il fratello Andrew, nato nel 1977, regista, e la sorella Katya, nata nel 1980. La famiglia Paquin si trasferì in Nuova Zelanda quando aveva quattro anni; i suoi genitori divorziarono quando aveva 13 anni. L'attrice è di origini irlandesi, francesi, olandesi e tedesche.
Ha effettuato gli studi presso la Raphael House Rudolf Steiner School, tra il 1994 e il 1995 frequenta la Hutt Intermediate School, successivamente studia al Wellington Girls' College e completa i suoi studi, ottenendo il diploma, alla Windward School di Los Angeles, dove si trasferisce con la madre dopo il divorzio dei genitori nel 1995. Dopo il diploma alla Windward School, ottenuto nel giugno del 2000, frequenta per un anno la Columbia University, che abbandona per continuare la sua carriera d'attrice.
Nel 1996 fu protagonista di un caso giornalistico, nato a causa di un fraintendimento. Durante una puntata del David Letterman Show venne data la possibilità di vincere 10000 $ a un uomo se avesse fatto un canestro da tre punti, ma non ci riuscì: in quell'episodio l'ospite era proprio Anna Paquin e David Letterman le chiese di provare a fare canestro da una distanza minore. Ci riuscì e il conduttore scherzosamente le dette i 10000 $. Quando i produttori le tolsero il denaro dietro le quinte, i suoi genitori dichiararono ai giornali locali che la loro figlia aveva il diritto di tenere il denaro. Due giorni dopo la Paquin ritornò al Late Show e un visibilmente seccato Letterman le diede 10000 $ come donazione alla Make-A-Wish Foundation, guardò fisso in camera e disse "Passiamoci sopra! Ok?". Letterman dichiarò poi in un'intervista:

### Carriera
La sua carriera d'attrice inizia per caso, quando nel 1991 in Nuova Zelanda la regista Jane Campion era alla ricerca di una bambina per un ruolo chiave nel film Lezioni di piano. La Paquin viene a conoscenza dei provini tramite l'annuncio su un giornale, e si presenta alle audizioni senza alcuna esperienza, solo con qualche recita scolastica alle spalle. Durante i provini Jane Campion rimane impressionata dalla sua esibizione, tanto da sceglierla tra oltre 5000 candidate.
Dopo la distribuzione di Lezioni di piano, avvenuta nel corso del 1993, la critica loda la pellicola che vince numerosi premi a diversi festival cinematografici. La sua interpretazione le fa vincere un Oscar come miglior attrice non protagonista, diventa la seconda più giovane vincitrice della statuetta dopo Tatum O'Neal.
A soli undici anni diventa una piccola star nel panorama cinematografico americano, nel 1996 interpreta la giovane Jane Eyre nell'omonimo film di Franco Zeffirelli, nello stesso anno è protagonista de L'incredibile volo, film drammatico dal sapore ambientalista dove interpreta una ragazzina che cerca di recuperare il rapporto con il padre insegnando ad un gruppo di oche selvagge a volare. Nel 1997 recita per Steven Spielberg in Amistad, dove ricopre il ruolo della giovane regina Isabella. Negli anni seguenti recita in vari film di medio successo, come Bugie, baci, bambole & bastardi, Kiss Me e A Walk on the Moon - Complice la luna.

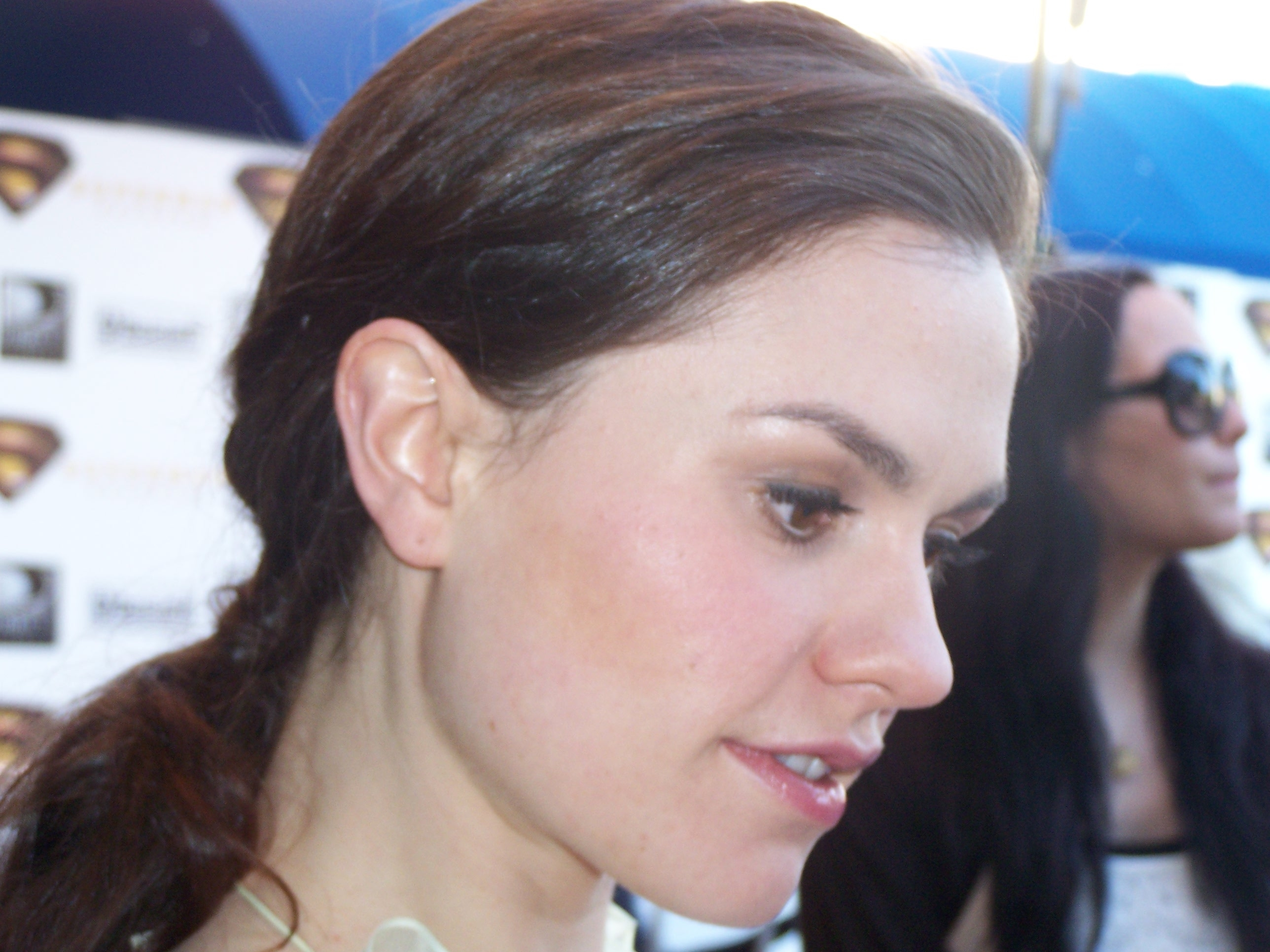
Anna Paquin nel 2006

Nel 2000 torna alla ribalta internazionale interpretando la supereroina mutante Rogue in X-Men, adattamento cinematografico dell'omonimo fumetto della Marvel Comics. Partecipa anche ai successivi sequel; X-Men 2 (2003) e X-Men - Conflitto finale (2006). Lavora per Cameron Crowe nel pluripremiato Quasi famosi (Almost Famous), per Spike Lee ne La 25ª ora, ritaglia un ruolo in Scoprendo Forrester di Gus Van Sant ed è protagonista dell'horror di produzione spagnola Darkness. Dopo il film indipendente del 2005 Il calamaro e la balena, nel 2007 recita in un film per la televisione L'ultimo pellerossa, trasposizione televisiva del romanzo Seppellite il mio cuore a Wounded Knee, per il quale viene candidata al Golden Globe, agli Screen Actors Guild Awards e agli Emmy. Sempre per la televisione ottiene una candidatura al Golden Globe per l'interpretazione di Irena Sendler in Il coraggio di Irena Sendler, basato sulla storia di una donna polacca, diventata un'eroina per aver salvato migliaia di ebrei dal ghetto di Varsavia.
Nel 2008 inizia una nuova avventura professionale, infatti si cimenta per la prima volta con una serie televisiva a lungo corso. Viene scelta per interpretare il ruolo di Sookie Stackhouse, personaggio nato dalla fantasia della scrittrice Charlaine Harris, nella serie televisiva della HBO True Blood. Per il ruolo di Sookie, cameriera con il dono della telepatia innamorata del vampiro centenario Bill Compton, la Paquin ottiene il suo primo Golden Globe come miglior attrice in una serie drammatica. Parallelamente al suo impegno con True Blood, continua a lavorare per il cinema in varie pellicole indipendenti, come The Romantics e Open House, quest'ultima diretta dal fratello Andrew. Nel 2014 la Paquin torna a interpretare Rogue in X-Men - Giorni di un futuro passato, nella versione estesa del film. Nel 2015 invece partecipa in veste di doppiatrice al film d'animazione Pixar Il viaggio di Arlo (The Good Dinosaur), in cui doppia la giovane femmina di Tirannosauro di nome Ramsey. In seguito recita nella parte di Joanie Lockhart nella quinta e ultima stagione della serie Showtime The Affair - Una relazione pericolosa.

### Teatro
La Paquin ha fatto il suo debutto il teatro nel 2001 in una produzione intitolata The Glory of Living, per la cui interpretazione ha vinto un Theatre World Award. Successivamente è comparsa in una serie di altre opere, ma solo una volta al di fuori degli Stati Uniti, quando calca il palcoscenico del West End di Londra nella commedia di Kenneth Lonergan This is Our Youth del 2002.

## Vita privata

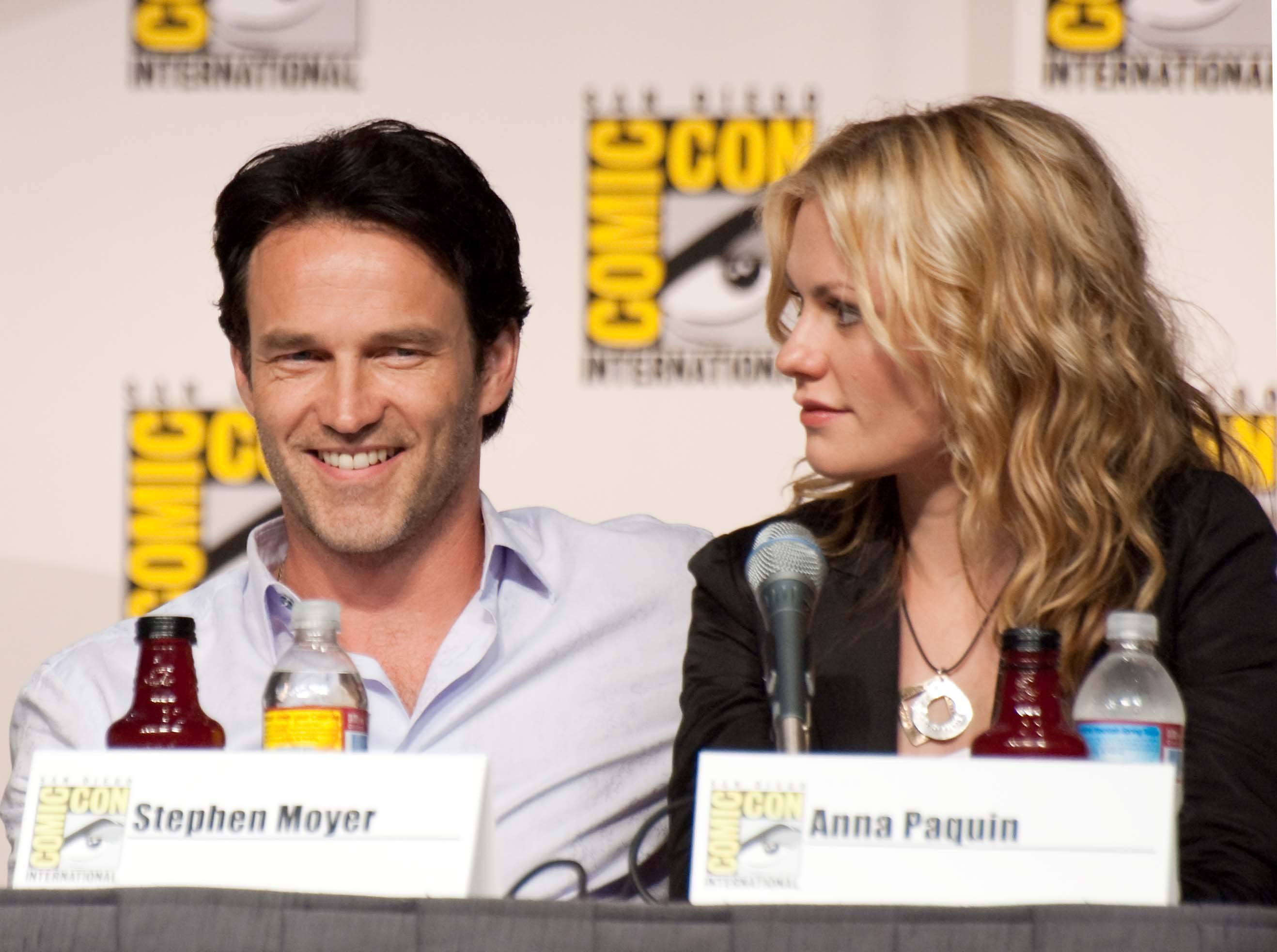
Anna Paquin con il marito Stephen Moyer nel 2009

Il 21 agosto 2010, a Malibù, ha sposato l'attore britannico Stephen Moyer, co-protagonista di True Blood. I due si erano conosciuti e fidanzati durante le riprese dell'episodio pilota della serie TV. La coppia vive a Venice. L'11 settembre 2012 nascono i due gemelli della coppia, Charlie e Poppy.
Il 1º aprile 2010 l'attrice ha fatto coming out dichiarandosi bisessuale durante una Pubblicità Progresso per la campagna Give a Damn, parte del True Colors Fund, un gruppo fondato da Cyndi Lauper dedicato all'uguaglianza LGBT.

## Filmografia

### Attrice

#### Cinema
- Lezioni di piano (The Piano), regia di Jane Campion (1993)
- Jane Eyre, regia di Franco Zeffirelli (1996)
- L'incredibile volo (Fly Away Home), regia di Carroll Ballard (1996)
- Amistad, regia di Steven Spielberg (1997)
- Bugie, baci, bambole & bastardi (Hurlyburly), regia di Anthony Drazan (1998)
- A Walk on the Moon - Complice la luna (A Walk on the Moon), regia di Tony Goldwyn (1999)
- Kiss Me (She's All That), regia di Robert Iscove (1999)
- È una pazzia (All the Rage), regia di James D. Stern (1999)
- X-Men, regia di Bryan Singer (2000)
- Quasi famosi (Almost Famous), regia di Cameron Crowe (2000)
- Scoprendo Forrester (Finding Forrester), regia di Gus Van Sant (2000)
- Buffalo Soldiers, regia di Gregor Jordan (2001)
- Darkness, regia di Jaume Balagueró (2002)
- La 25ª ora (25th Hour), regia di Spike Lee (2002)
- X-Men 2, regia di Bryan Singer (2003)
- Il calamaro e la balena (The Squid and the Whale), regia di Noah Baumbach (2005)
- X-Men - Conflitto finale (X-Men: The Last Stand), regia di Brett Ratner (2006)
- Blue State - Un democratico in cattivo stato (Blue State), regia di Marshall Lewy (2007)
- La vendetta di Halloween (Trick 'r Treat), regia di Michael Dougherty (2008)
- The Romantics, regia di Galt Niederhoffer (2010)
- Open House, regia di Andrew Paquin (2010)
- Scream 4, regia di Wes Craven (2011)
- Margaret, regia di Kenneth Lonergan (2011)
- The Carrier, regia di Scott Schaeffer (2011) - cortometraggio
- Incroci pericolosi (Straight A's), regia di James Cox (2013)
- Free Ride, regia di Shana Betz (2013)
- X-Men - Giorni di un futuro passato (X-Men: Days of Future Past), regia di Bryan Singer (2014) - edizione estesa
- L'ultimo brindisi (The Parting Glass), regia di Stephen Moyer (2018)
- Il segreto delle api (Tell It to the Bees), regia di Annabel Jankel (2018)
- Furlough, regia di Laurie Collyer (2018)
- The Irishman, regia di Martin Scorsese (2019)
- Non mollare mai (American Underdog), regia di Andrew e Jon Erwin (2021)

#### Televisione
- The Member of the Wedding, regia di Fielder Cook – film TV (1997)
- L'ultimo pellerossa (Bury My Heart at Wounded Knee), regia di Yves Simoneau – film TV (2007)
- Il coraggio di Irena Sendler (The Courageous Heart of Irena Sendler), regia di John Kent Harrison – film TV (2009)
- True Blood – serie TV, 80 episodi (2008-2014)
- Radici (Roots) – miniserie TV, episodio 1x4 (2016)
- Broken – serie TV, episodio 1x01 (2016)
- Bellevue – serie TV (2017-in corso)
- L'altra Grace (Alias Grace) – miniserie TV, 6 episodi (2017)
- Philip K. Dick's Electric Dreams – serie TV, episodio 1x05 (2017)
- The Affair - Una relazione pericolosa (The Affair) – serie TV, 7 episodi (2019)
- Flack – serie TV, 12 episodi (2019-2020)
- Modern Love – serie TV (2021)
- A Friend of the Family – miniserie TV, 9 puntate (2022)

### Doppiatrice
- Laputa - Castello nel cielo, regia di Hayao Miyazaki (1986)
- Steamboy, regia di Katsuhiro Ōtomo (2005)
- Joan of Arc, regia di Pamela Mason Wagner (2005)
- Mosaic, regia di Roy Allen Smith (2007)
- Il viaggio di Arlo (The Good Dinosaur), regia di Peter Sohn (2015)

## Teatro
- The Glory of Living, di Rebecca Gilman, regia di Philip Seymour Hoffman. MCC Theater dell'Off-Broadway (2001)
- This Is Our Youth, di Kenneth Lonergan, regia di Phil Cameron. Garrick Theatre di Londra (2002)
- Roulette, di Paul Weitz, regia di Trip Cullman. John Houseman Theatre dell'Off-Broadway (2004)
- The Distance From Here, di Neil LaBute, regia di Michael Greif. The Duke on 42nd Street dell'Off-Broadway (2004)
- After Ashley, di Gina Gionfriddo, regia di Terry Kinney. Vineyard Theatre dell'Off-Broadway (2005)
- Dog Sees God: Confessions of a Teenage Blockhead, di Bert Royal, regia di Trip Cullman. Westide Theatre dell'Off-Broadway (2005)

## Riconoscimenti
- Premio Oscar
  - 1994 – Miglior attrice non protagonista per Lezioni di piano
- Golden Globe
  - 1994 – Candidatura alla miglior attrice non protagonista per Lezioni di piano
  - 2007 – Candidatura alla miglior attrice non protagonista in una serie per L'ultimo pellerossa
  - 2009 – Miglior attrice in una serie drammatica per True Blood
  - 2010 – Candidatura alla miglior attrice in una serie drammatica per True Blood
  - 2010 – Candidatura alla miglior attrice in una mini-serie o film per la televisione per Il coraggio di Irena Sendler
- Premio Emmy
  - 2008 – Candidatura alla miglior attrice non protagonista in una miniserie o film per la televisione per L'ultimo pellerossa
- Screen Actors Guild Award
  - 2001 – Candidatura al miglior cast cinematografico per Quasi famosi
  - 2008 – Candidatura alla miglior attrice in una miniserie o film per la televisione per L'ultimo pellerossa
  - 2010 – Candidatura al miglior cast in una serie drammatica per True Blood
  - 2020 – Candidatura al miglior cast cinematografico per The Irishman

## Doppiatrici italiane
Nelle versioni in italiano delle opere in cui ha recitato, Anna Paquin è stata doppiata da:
- Domitilla D'Amico in A Walk on the Moon - Complice la luna, Scoprendo Forrester, Buffalo Soldiers, La 25ª ora, Margaret
- Federica De Bortoli ne Il calamaro e la balena, True Blood, The Affair - Una relazione pericolosa, Non mollare mai, A Friend of the Family
- Perla Liberatori in Lezioni di piano, Jane Eyre, L'incredibile volo, The Member of the Wedding
- Myriam Catania in X-Men, X-Men 2, X-Men - Giorni di un futuro passato, Modern Love
- Valentina Mari in Amistad, Darkness
- Francesca Manicone in Quasi famosi, True Spirit
- Selvaggia Quattrini ne L'ultimo pellerossa, Philip K. Dick's Electric Dreams
- Barbara De Bortoli in Bugie, baci, bambole & bastardi
- Rossella Acerbo in Kiss Me
- Eleonora De Angelis in È una pazzia
- Sara Onorato in X-Men - Conflitto finale
- Francesca Rinaldi in The Romantics
- Francesca Tardio in Incroci pericolosi
- Chiara Gioncardi in Radici
- Jolanda Granato ne L'altra Grace
- Francesca Teresi in The Irishman
- Letizia Ciampa in Quasi famosi (ridoppiaggio)

Da doppiatrice è sostituita da:
- Perla Liberatori ne Il viaggio di Arlo